# West Union (Caroline du Sud)
Pour les articles homonymes, voir West Union.
West Union est une ville située dans le comté d'Oconee, dans l’État de Caroline du Sud, aux États-Unis. Lors du recensement de 2020, elle comptait 374 habitants.